# Geschichte der Juden in Lemberg

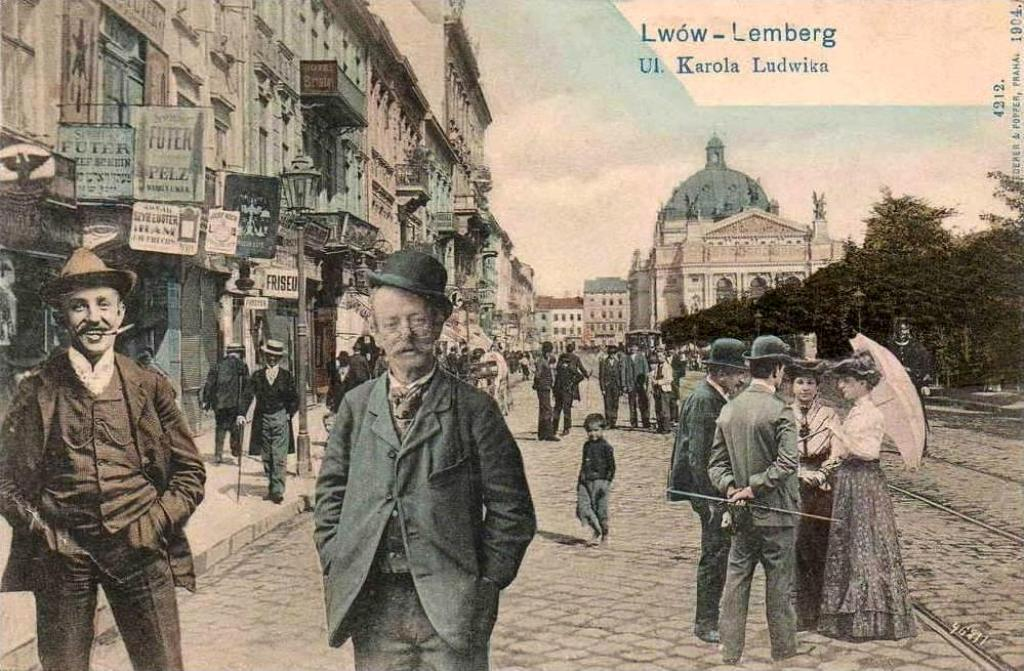
Ul.Karola Ludwika Strasse/Legionov - Jüdisches Einkaufszentrum von Lemberg aus dieser Zeit, links im Vordergrund das Schild Batjar (Jiddisch), ist auch von anderen Lemberg-Postkarten bekannt.

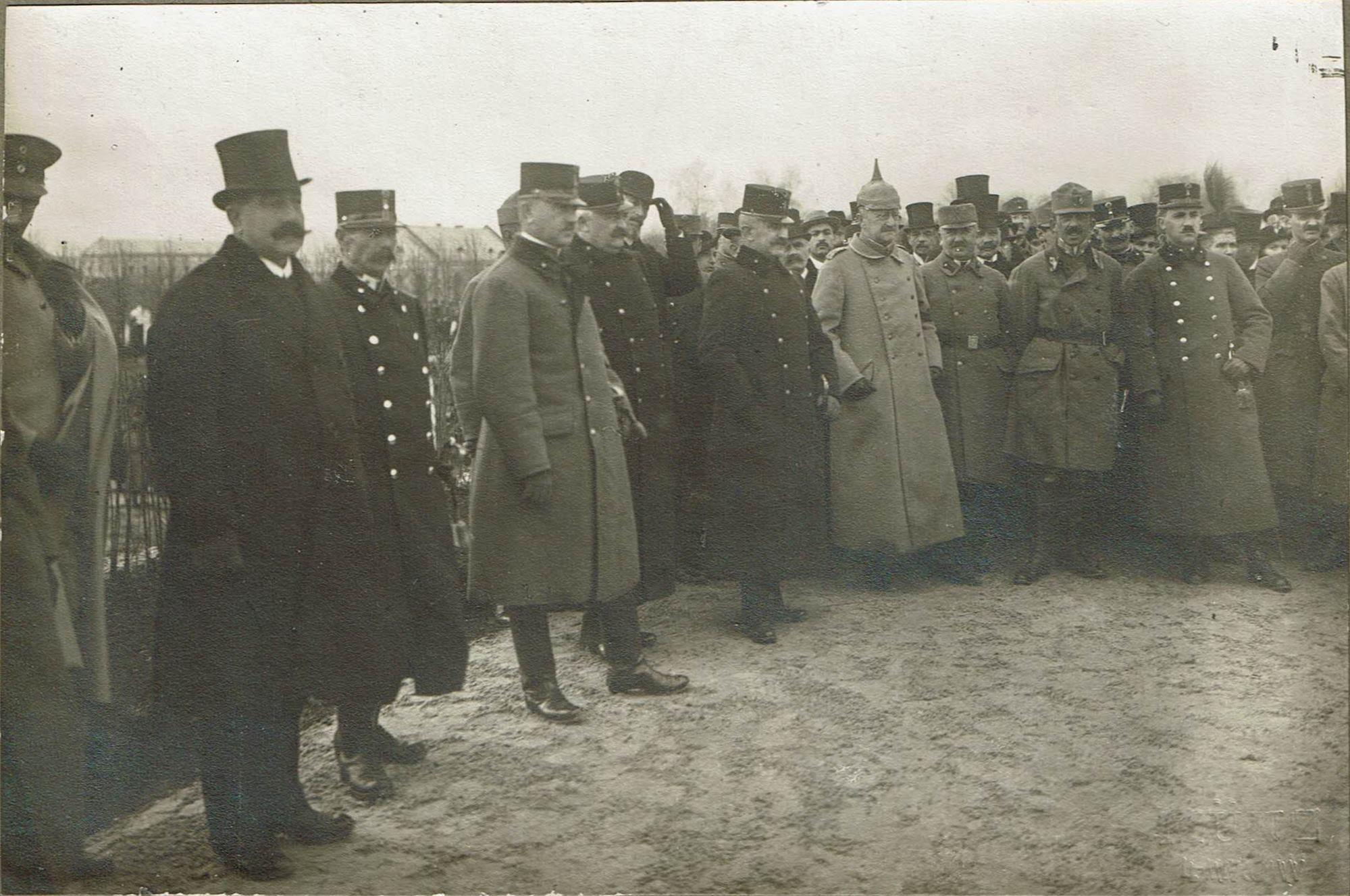
Die Eröffnung des Denkmals für die gefallenen jüdischen Soldaten, November 1916, Neuer Jüdischer Friedhof in Lemberg.

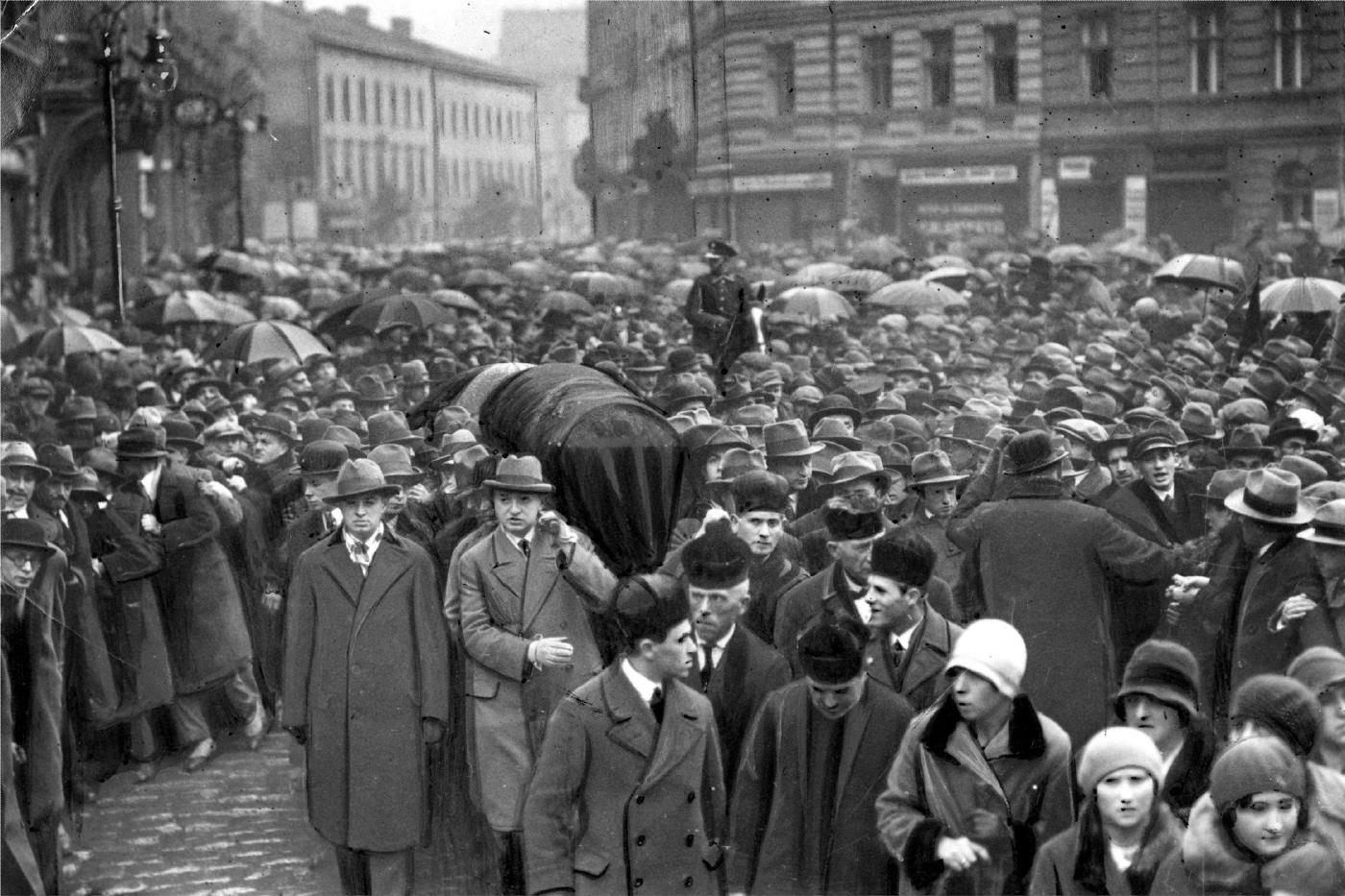
Beisetzung von Leon Reich, Anführer der zionistischen Bewegung in Galizien, Dezember 1929

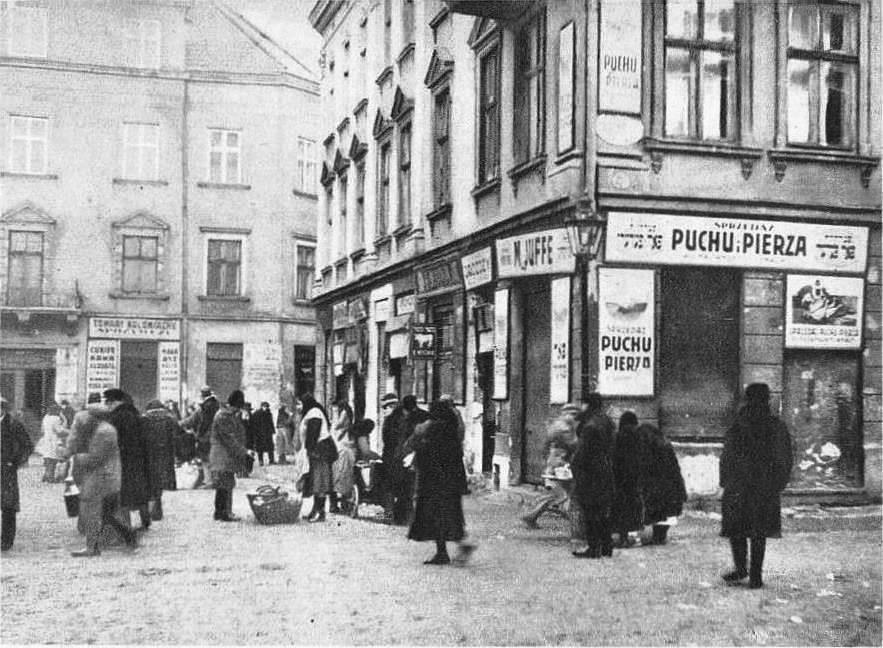
Jüdisches Viertel, Lázně-Straße, Ecke Bozhnichey-Straße, vor Ostern 1931

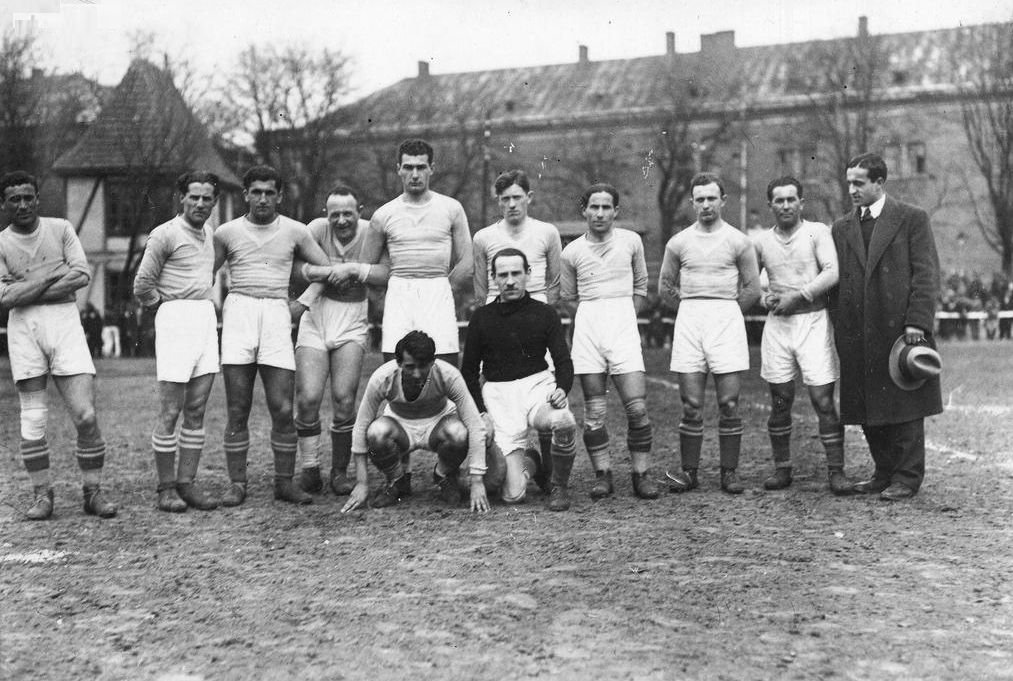
Fußballer des Vereins Hasmonea Lwów

Lemberg war einst eines der bedeutendsten Zentren im jüdischen Osteuropa. Mehr als ein Drittel der Bevölkerung und damit über 100.000 Menschen waren Juden, bevor der Zweite Weltkrieg die jüdische Gemeinde beinahe auslöschte. Scholem Alejchem beschrieb seine Kindheit in der Erzählung „Hohes Schloss“, benannt nach der früheren Burg auf dem Schlossberg. Simon Wiesenthal wirkte hier als Architekt. 
Im Ghetto lebten ab November 1941 mehr als 150.000 Lemberger Juden, sowie Juden aus den von den Deutschen 1939 bereits besetzten Gebieten, die in die Stadt geflüchtet waren. 
Mit etwa 20.000 Juden, die vor allem aus anderen Teilen der damaligen Sowjetunion zugewandert waren, lebte die jüdische Gemeinde zu Sowjetzeiten auf. Die jüdische Gemeinde von Lemberg schrumpfte, nachdem die Ukraine unabhängig geworden war. Heute leben nur noch rund 1.500 Juden in Lemberg.

## Königreich Polen
1349 kam Lemberg zum Königreich Polen. In dieser Zeit waren viele Juden aus Mitteleuropa nach Polen geflohen, nach Pogromen während der großen Pestepidemie 1348.
1352 wurde erstmals eine jüdische Gemeinde in Krakau, einer Siedlung vor den Toren Lembergs genannt.
1387 wurde eine Judenstraße in Lemberg erwähnt.
1457 werden Karäer in der Vorstadtgemeinde genannt, eine jüdische Gruppe, die nach dem 10. Jahrhundert vom Schwarzen Meer nach Ostmitteleuropa gekommen war.

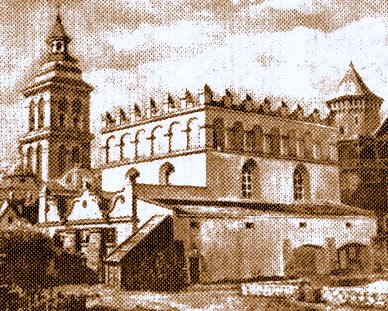
Goldene-Rosen-Synagoge von 1582

Im 16. Jahrhundert erlebte die jüdische Kultur in Polen eine Blüte. In Lemberg gab es eine Jeschiwa, die um 1600 von Jehoschua Falk geleitet wurde, und an der einflussreiche Gelehrte wie Jehoschua Höschel lernten.
In den folgenden Jahrhunderten erschwerten sich die Bedingungen für Juden auch in Lemberg.

## Österreich
1772 kam Lemberg nach der Ersten Teilung Polens zur Habsburgermonarchie und wurde Hauptstadt des neu geschaffenen Kronlandes Galizien.
Juden besaßen weitgehende Rechte.
1869 gab es 14 Synagogen und 80 Bethäuser in Lemberg.
Lemberg war ein Zentrum der jüdischen Arbeiterbewegung und der zionistischen Bewegung.
1909 wurde Hasmonea Lemberg als erster jüdischer Sportklub Galiziens gegründet.

## Zweite Polnische Republik

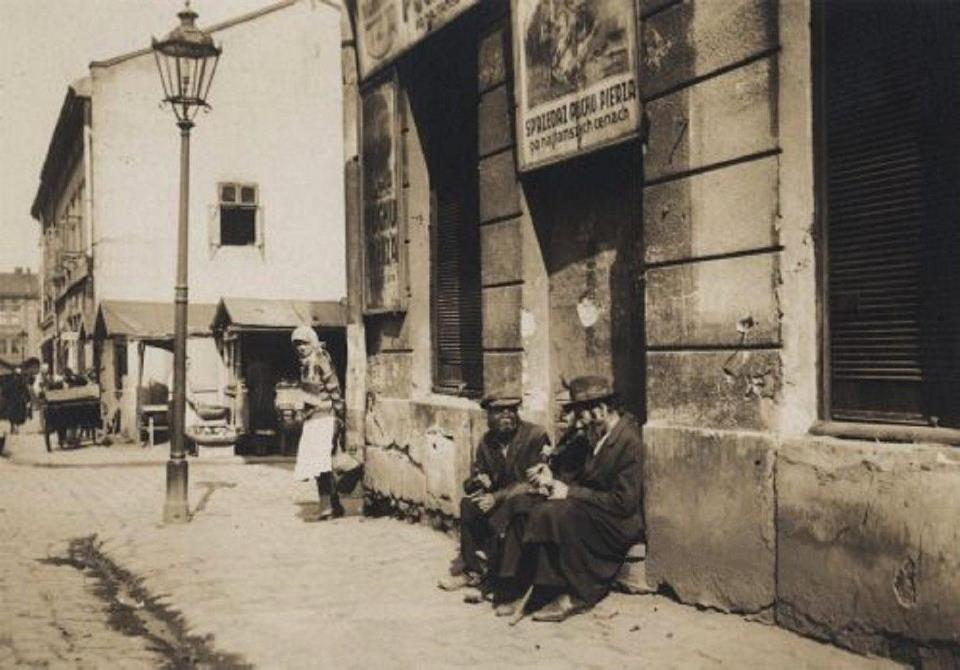
Juden in Lwów, 1931/35

1918 kam Lemberg zu Polen. In diesem Jahr kam es zu Pogromen gegen Juden in der Stadt.
Im gesellschaftlichen Leben nahmen jüdische Einwohner eine nahezu gleichberechtigte Stellung ein. Mit Beginn der Weltwirtschaftskrise Ende der 1920er Jahre verschlechterten sich die Bedingungen.
Im September 1939 wurde Lemberg durch die Sowjetunion besetzt, im Sommer 1941 folgte dann die Besetzung durch das Deutsche Reich.

## Deutsche Besetzung

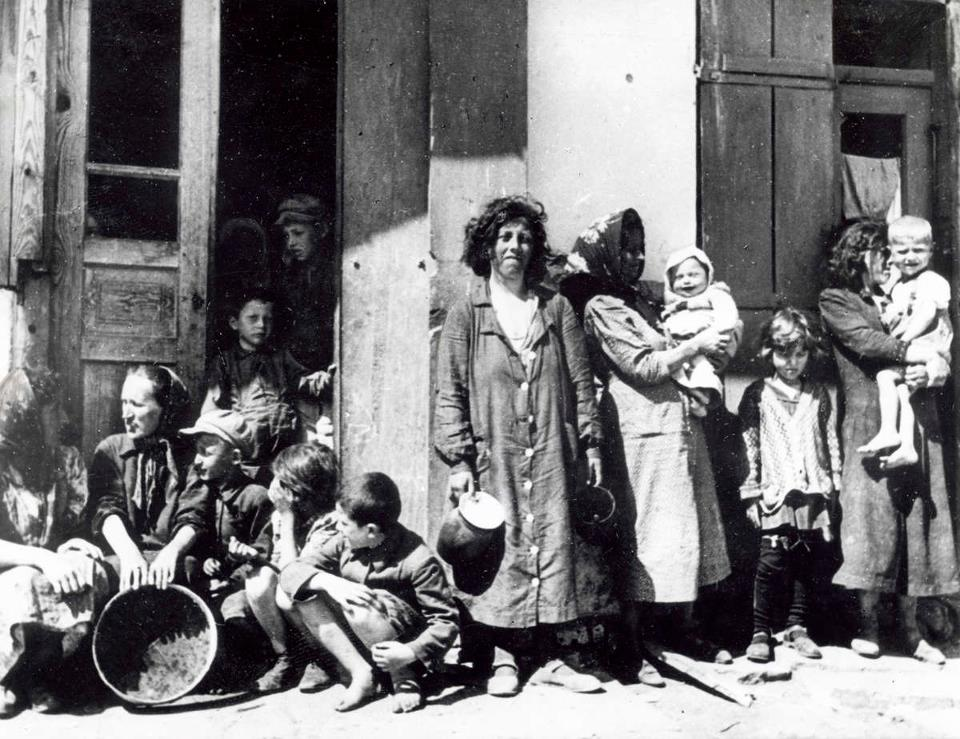
Juden in Lwów, ca. 1941

1941 wurde das Ghetto Lemberg eingerichtet. Im Ghetto lebten ab November 1941 mehr als 150.000 Juden aus Lemberg sowie Juden, die aus den von den Deutschen 1939 bereits besetzten Gebieten geflüchtet waren. Die meisten Juden wurden bis 1943 ermordet.

## Ukraine
Seit 1944 gab es fast keine jüdische Bevölkerung mehr in Lwiw. Im Zuge des Zerfalls der Sowjetunion kam Lwiw 1991 zur Ukraine. Heute gibt es eine kleine Gemeinde mit einer Synagoge.

## Synagogen
- Große Vorstadt-Synagoge
- Goldene-Rosen-Synagoge
- Tempel-Synagoge
- Chassidische Synagoge
- Tsori-Gilod-Synagoge
- Beit Chasidim Synagoge